# War of the Roses
War of the Roses war ein Mehrspieler-Actionspiel des schwedischen Spieleentwicklers Fatshark. Das Spiel behandelte die Rosenkriege zwischen den beiden rivalisierenden englischen Adelshäusern York und Lancaster im spätmittelalterlichen England.
Das Spiel legte großen Wert auf historische Genauigkeit. Der Fokus lag auf dem Kampfsystem. In Deutschland erschien es am 5. Oktober 2012 für Windows.
Die Server des Spiels wurden 2017 aufgrund zu wenig Spielerzahlen abgeschaltet und ist nicht mehr spielbar. Ein Lan-Modus wurde nicht implementiert, da es keine Entwickler mehr gibt, die an dem Spiel arbeiten.

## Spielprinzip
War of the Roses wurde aus der Third-Person-Perspektive mit bis zu 64 Spielern pro Partie bzw. Server gespielt. Das Spiel orientierte sich von seiner Spielmechanik her stark an der Battlefield-Reihe.
Es gab vier vorgefertigte Klassen. Der Spieler begann mit dem Fußknecht. Später im Spiel ließen sich mittels in Mehrspielerschlachten gesammelten Erfahrungspunkte der Langbogenschütze, Gardist und Fußritter (abgesessener Ritter) freischalten.
Der Spieler konnte aber auch selber insgesamt acht eigene Klassen mittels Spielwährung freischalten und mit Primär- und Sekundärwaffen, Dolch, Rüstung (Gambeson, Kürass, Plattenpanzer usw.) und Helm/Kopfbedeckung ausrüsten und mit spezialisierten, klassenspezifischen Talenten anpassen. Auch ließ sich eine Ritterklasse mit Streitross mit oder ohne Rossharnisch erstellen. Es war möglich im Hauptmenü und zwischen den Mehrspielergefechten seine Klasse anzupassen. Auch ließ sich ein individuelles Wappen samt Helmzier erstellen, welches die Spielfigur auf Schild und Rüstung bzw. dem Helm trug.
Die Waffen, deren Materialien, Klingenschliff und der Kampfstil (Deutsche Fechtschule, Mailänder Fechtschule, Englische Fechtschule) ließen sich so der eigenen Spielweise anpassen. So war beispielsweise eine Waffe mit dem Mailänder Kampfstil geführt schneller, fügte jedoch weniger Schaden zu als mit dem Stil der langsameren deutschen Fechtschule.
Das Kampfsystem wurde über Tastatur und Maus gesteuert. Dabei mussten verschiedene Faktoren berücksichtigt werden, um den Gegner zu schaden, musste man, um mehr Schaden auszuteilen, stark ausholen und zuschlagen. Schäfte der Stangenwaffen verletzten den Gegner nicht, sondern betäubten ihn bestenfalls nur für kurze Zeit. So musste man darauf achten präzise Schläge mit den Klingen, Axblättern usw. gegen den Feind zu wirken.
Das Schießen als Bogenschütze, Armbrustschütze und Handrohrschütze führte man in der First-Person-Perspektive.

## Pressespiegel
Bewertungen in deutschen Computerspielezeitschriften:
- GameStar: 80 %, „sehr gut“[1]
- PC Games: 71 %[2]